# Crocidura
A Crocidura az emlősök (Mammalia) osztályának Eulipotyphla rendjébe, ezen belül a cickányfélék (Soricidae) családjába és a fehérfogú cickányok (Crocidurinae) alcsaládjába tartozó nem. Alcsaládjának a típusneme és egyben a legnépesebb emlősnem is.

## Előfordulásuk
A Crocidura-fajok többsége Afrikában - Madagaszkár kivételével -, valamint Ázsia déli és délkeleti részein - beleértve Japán déli szigeteit, a Fülöp-szigeteket és Indonézia számos szigetét is - fordulnak elő. Azonban egyes fajok Közép-Ázsiában, Szibériában és Európában találhatók meg. Európában főleg a Földközi-tenger szigeteit hódították meg.

## Rendszerezés
A nembe az alábbi 186 élő faj tartozik:
- Crocidura aleksandrisi Vesmanis, 1977
- Crocidura allex Osgood, 1910
- andamán-szigeteki cickány (Crocidura andamanensis) Miller, 1902
- Crocidura annamitensis Jenkins, Lunde & Moncrieff, 2009
- Crocidura ansellorum Hutterer & Dippenaar, 1987
- arab cickány (Crocidura arabica) Hutterer & Harrison, 1988
- Crocidura arispa Spitzenberger, 1971
- Crocidura armenica Gureev, 1963
- Crocidura attenuata Milne-Edwards, 1872
- Crocidura attila Dollman, 1915
- Crocidura baileyi Osgood, 1936
- Crocidura baluensis Thomas, 1898
- Crocidura batakorum Hutterer, 2007
- Crocidura batesi Dollman, 1915
- Crocidura beatus Miller, 1910
- Crocidura beccarii Dobson, 1886
- Crocidura bottegi Thomas, 1898
- Crocidura bottegoides Hutterer & Yalden, 1990
- Crocidura brunnea Jentink, 1888
- Crocidura buettikoferi Jentink, 1888
- Crocidura caliginea Hollister, 1916
- kanári-szigeteki cickány (Crocidura canariensis) Hutterer, Lopez-Jurado & Vogel, 1987
- kaszpi cickány (Crocidura caspica) Thomas, 1907
- Crocidura cinderella Thomas, 1911
- Crocidura congobelgica Hollister, 1916
- Crocidura cranbrooki Jenkins, Lunde & Moncrieff, 2009
- Crocidura crenata Brosset, DuBost & Heim de Balsac, 1965
- Crosse-cickány (Crocidura crossei) Thomas, 1895
- Crocidura cyanea (Duvernoy, 1838)
- Crocidura denti Dollman, 1915
- Crocidura desperata Hutterer, Jenkins & Verheyen, 1991
- Crocidura dhofarensis (Hutterer & Harrison, 1988)
- Crocidura dolichura Peters, 1876
- Doucet-cickány (Crocidura douceti) Heim de Balsac, 1957
- Crocidura dsinezumi (Temminck, 1842)
- Crocidura eisentrauti Heim de Balsac, 1957
- Crocidura elgonius Osgood, 1910
- Crocidura elongata Miller & Hollister, 1921
- Crocidura erica Dollman, 1915
- Crocidura fingui Ceríaco et al., 2015
- Crocidura fischeri Pagenstecher, 1885
- Crocidura flavescens (I. Geoffroy, 1827)
- Crocidura floweri Dollman, 1915
- Crocidura foetida Peters, 1870
- nigériai szavannacickány (Crocidura foxi) Dollman, 1915
- délkelet-ázsiai fehérfogú cickány (Crocidura fuliginosa) (Blyth, 1856)
- Crocidura fulvastra (Sundevall, 1843)
- Crocidura fumosa Thomas, 1904
- Crocidura fuscomurina (Heuglin, 1865)
- Crocidura glassi Heim de Balsac, 1966
- Crocidura gmelini Pallas, 1811
- Crocidura goliath Thomas, 1906
- Crocidura gracilipes Peters, 1870
- nagyfejű cickány (Crocidura grandiceps) Hutterer, 1983
- Crocidura grandis Miller, 1911
- Crocidura grassei Brosset, DuBost & Heim de Balsac, 1965
- Crocidura grayi Dobson, 1890
- Crocidura greenwoodi Heim de Balsac, 1966
- Crocidura guy Jenkins, Lunde & Moncrieff, 2009
- Crocidura harenna Hutterer & Yalden, 1990
- Crocidura hikmiya Meegaskumbura, Meegaskumbura, Manamendra-Arachchi, Pethiyagoda & Schneider, 2007
- Crocidura hildegardeae Thomas, 1904
- Crocidura hilliana Jenkins & Smith, 1995
- Crocidura hirta Peters, 1852
- Crocidura hispida Thomas, 1913
- Crocidura horsfieldii (Tomes, 1856)
- Crocidura hutanis Ruedi & Vogel, 1995
- indokínai cickány (Crocidura indochinensis) Robinson & Kloss, 1922
- Jackson-cickány (Crocidura jacksoni) Thomas, 1904
- Crocidura jenkinsi Chakraborty, 1978
- Crocidura jouvenetae Heim de Balsac, 1958
- Crocidura katinka Bate, 1937
- Crocidura kegoensis Lunde et al., 2004
- Crocidura kivuana Heim de Balsac, 1968
- Crocidura lamottei Heim de Balsac, 1968
- Crocidura lanosa Heim de Balsac, 1968
- Crocidura lasiura Dobson, 1890
- Crocidura latona Hollister, 1916
- Crocidura lea Miller & Hollister, 1921
- Crocidura lepidura Lyon, 1908
- mezei cickány (Crocidura leucodon) (Hermann, 1780) - típusfaj
- Crocidura levicula Miller & Hollister, 1921
- Crocidura littoralis Heller, 1910
- hosszúlábú cickány (Crocidura longipes) Hutterer & Happold, 1983
- Crocidura lucina Dippenaar, 1980
- Crocidura ludia Hollister, 1916
- Crocidura luna Dollman, 1910
- Crocidura lusitania Dollman, 1915
- Crocidura macarthuri St. Leger, 1934
- Crocidura macmillani Dollman, 1915
- Crocidura macowi Dollman, 1915
- Crocidura malayana Robinson & Kloss, 1911
- Crocidura manengubae Hutterer, 1982
- Crocidura maquassiensis Roberts, 1946
- Crocidura mariquensis (A. Smith, 1844)
- Crocidura maurisca Thomas, 1904
- Crocidura maxi Sody, 1936
- Crocidura mindorus Miller, 1910
- ceyloni cickány (Crocidura miya) Phillips, 1929
- Crocidura monax Thomas, 1910
- Crocidura monticola Peters, 1870
- Crocidura montis Thomas, 1906
- Crocidura muricauda (Miller, 1900)
- Crocidura musseri Ruedi & Vogel, 1995
- Crocidura mutesae Heller, 1910
- Crocidura nana Dobson, 1890
- Crocidura nanilla Thomas, 1909
- Crocidura negligens Robinson & Kloss, 1914
- Crocidura negrina Rabor, 1952
- nicobár-szigeteki cickány (Crocidura nicobarica) Miller, 1902
- nigériai cickány (Crocidura nigeriae) Dollman, 1915
- Crocidura nigricans Bocage, 1889
- Crocidura nigripes Miller & Hollister, 1921
- Crocidura nigrofusca Matschie, 1895
- Crocidura nimbae Heim de Balsac, 1956
- Crocidura ninoyi Esselstyn & Goodman, 2010
- Crocidura niobe Thomas, 1906
- Crocidura obscurior Heim de Balsac, 1958
- Crocidura olivieri (Lesson, 1827)
- Crocidura orientalis Jentink, 1890
- Crocidura orii Kuroda, 1924
- Crocidura pachyura Küster, 1835
- Crocidura palawanensis Taylor, 1934
- Crocidura panayensis Hutterer, 2007
- Crocidura paradoxura Dobson, 1886
- Crocidura parvipes Osgood, 1910
- Crocidura pasha Dollman, 1915
- Crocidura pergrisea Miller, 1913
- Crocidura phaeura Osgood, 1936
- Crocidura phanluongi Jenkins, Abramov, Rozhnov & Olsson, 2010
- Crocidura phuquocensis Abràmov et al., 2008
- Crocidura picea Sanderson, 1940
- Crocidura pitmani Barclay, 1932
- Crocidura planiceps Heller, 1910
- fekete erdei cickány (Crocidura poensis) (Fraser, 1843)
- Crocidura polia Hollister, 1916
- Crocidura pullata Miller, 1911
- Crocidura raineyi Heller, 1912
- Crocidura ramona Ivanitskaya, Shenbrot & Nevo, 1996
- Crocidura rapax G. M. Allen, 1923
- szent cickány (Crocidura religiosa) (I. Geoffroy, 1827)
- Crocidura rhoditis Miller & Hollister, 1921
- Crocidura roosevelti (Heller, 1910)
- házi cickány (Crocidura russula) (Hermann, 1780)
- Crocidura sapaensis Jenkins, 2013
- Crocidura selina Dollman, 1915
- Crocidura serezkyensis Laptev, 1929
- Crocidura shantungensis Miller, 1901
- Crocidura sibirica Dukelsky, 1930
- szicíliai cickány (Crocidura sicula) Miller, 1900
- Crocidura silacea Thomas, 1895
- Crocidura smithii Thomas, 1895
- Crocidura sokolovi Jenkins et al., 2007
- szomáli cickány (Crocidura somalica) Thomas, 1895
- keleti cickány (Crocidura suaveolens) (Pallas, 1811)
- Crocidura susiana Redding & Lay, 1978
- Crocidura tanakae Kuroda, 1938
- Crocidura tansaniana Hutterer, 1986
- Crocidura tarella Dollman, 1915
- Crocidura tarfayensis Vesmanis & Vesmanis, 1980
- Crocidura telfordi Hutterer, 1986
- Crocidura tenuis (S. Müller, 1840)
- Crocidura thalia Dippenaar, 1980
- Crocidura theresae Heim de Balsac, 1968
- Crocidura thomensis (Bocage, 1887)
- Crocidura trichura Dobson, 1889
- Crocidura turba Dollman, 1910
- Crocidura ultima Dollman, 1915
- Crocidura umbra Demos, Achmadi, Handika, Maharadatunkamsi, Rowe & Esselstyn, 2016
- Usambara hegységi cickány (Crocidura usambarae) Dippenaar, 1980
- Crocidura viaria (I. Geoffroy, 1834)
- Crocidura virgata Sanderson, 1940
- Crocidura voi Osgood, 1910
- Crocidura vorax G. M. Allen, 1923
- Crocidura vosmaeri Jentink, 1888
- Crocidura watasei Kuroda, 1924
- Crocidura whitakeri De Winton, 1898
- Crocidura wimmeri Heim de Balsac & Aellen, 1958
- Crocidura wuchihensis Wang, 1966
- Crocidura xantippe Osgood, 1910
- Yankari cickány (Crocidura yankariensis) Hutterer & Jenkins, 1980
- Crocidura zaitsevi Jenkins et al., 2007
- Crocidura zaphiri Dollman, 1915
- Crocidura zarudnyi Ognev, 1928
- Crocidura zimmeri Osgood, 1936
- krétai cickány (Crocidura zimmermanni) Wettstein, 1953